# Giōrgos Apostolidīs
Giōrgos Apostolidīs (in greco Γιώργος Αποστολίδης?; Salonicco, 22 giugno 1984) è un cestista greco.

## Palmarès
- Campionato greco: 1

Panathinaikos: 2013-14
- Coppa di Grecia: 1

Panathinaikos:	2013-14